# William Collier (attore 1902)
Charles F. Gall junior, noto anche con lo pseudonimo di William Collier junior (New York, 12 febbraio 1902 – San Francisco, 5 febbraio 1987), è stato un attore, produttore cinematografico e produttore televisivo statunitense.
Nella sua carriera, iniziata nel 1908 come attore bambino in teatro e quindi dal 1916 anche nel cinema, interpretò 88 film. Negli anni trenta, passò alla sceneggiatura, firmando due storie originali, e, negli anni quaranta/cinquanta, alla produzione, soprattutto in qualità di produttore televisivo.

## Biografia

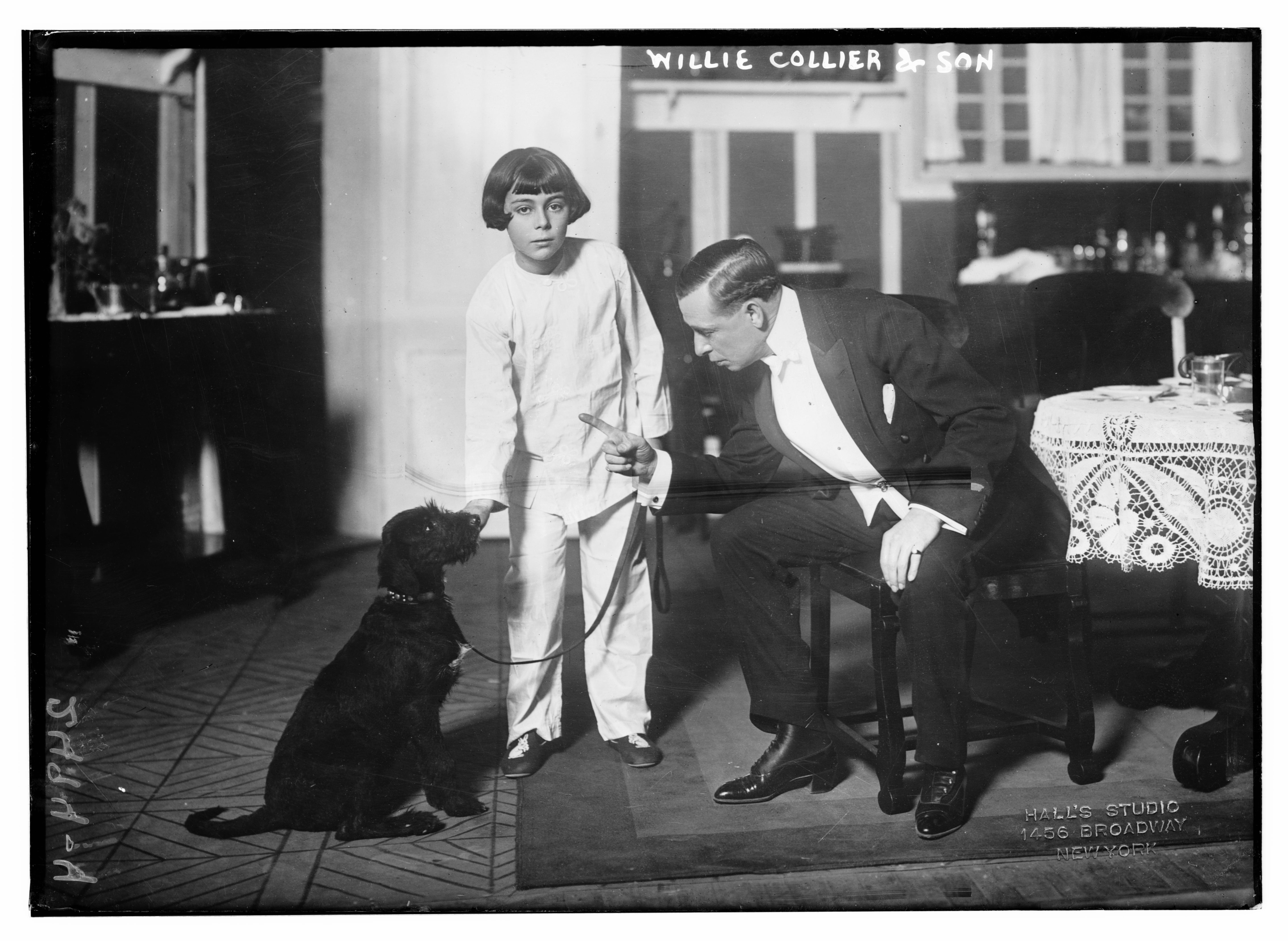
William Collier Jr. e suo patrigno William Collier Sr.

Collier nacque con il nome di Charles F. Gall; quando i suoi genitori divorziarono, sua madre sposò in seconde nozze l'attore William Collier, che adottò Charles e diede al ragazzo il nuovo nome William Collier junior (con il soprannome di "Buster").
Grazie ai consigli del padre mosse i primi passi come attore bambino nel mondo del teatro debuttando a Broadway nel 1908 e quindi al cinema nella pellicola The Bugle Call (1916). 
Come giovane attore raggiunse una certa popolarità negli anni venti che però andò declinando con l'avvento del cinema sonoro.
Si ritirò nel 1935.
Fu insignito della presenza nella Hollywood Walk of Fame.

## Teatro (Broadway)
- The Patriot (Garrick Theatre, Broadway; 1908-09)
- The Girl He Couldn't Leave Behind Him (Garrick Theatre, Broadway; 1910)
- Extra (Longacre Theatre, Broadway; 1923)

## Filmografia
- The Bugle Call, regia di Reginald Barker (1916)
- Retroscena (Back Stage), regia di Roscoe 'Fatty' Arbuckle (1919)
- The Servant Question, regia di Dell Henderson (1920)
- The Soul of Youth, regia di William Desmond Taylor (1920)
- Everybody's Sweetheart, regia di Alan Crosland e Laurence Trimble (1920)
- The Heart of Maryland, regia di Tom Terriss (1921)
- The Girl from Porcupine
- At the Stage Door, regia di Christy Cabanne (1921)
- Cardigan, regia di John W. Noble (1922)
- The Good Provider
- Secrets of Paris
- I nemici delle donne (Enemies of Women), regia di Alan Crosland (1923)
- Sinner or Saint
- Loyal Lives
- The Age of Desire, regia di Frank Borzage (1923)
- Pleasure Mad, regia di Reginald Barker (1923)
- The Mine with the Iron Door, regia di Sam Wood (1924)
- Il vino della giovinezza (Wine of Youth), regia di King Vidor (1924)
- Eve's Secret, regia di Clarence G. Badger (1925)
- L'ultimo porto (God Gave Me Twenty Cents), regia di Herbert Brenon (1926)
- La signora fortuna o La principessa bionda (The Lucky Lady), regia di Raoul Walsh (1926)
- La vedova del collegio (The College Widow), regia di Archie Mayo (1927)
- Convoy, regia di Joseph C. Boyle e (non accreditato) Lothar Mendes (1927)
- The Tragedy of Youth, regia di George Archainbaud (1928)
- The Lion and the Mouse, regia di Lloyd Bacon (1928)
- The Red Sword, regia di Robert G. Vignola (1929)
- One Stolen Night, regia di Scott R. Dunlap (1929)
- Tide of Empire, regia di Allan Dwan (1929)
- New Orleans, regia di Reginald Barker (1929)
- Rivista delle nazioni (The Show of Shows), regia di John G. Adolfi (1929)
- The Show of Shows, regia di John G. Adolfi (1929)
- L'affare Donovan (The Donovan Affair), regia di Frank Capra (1929)
- Il prezzo della gloria (Melody Man), regia di Roy William Neill (1930)
- Luci del circo (Rain or Shine), regia di Frank Capra (1930)
- Il grande giuoco (The Big Gamble), regia di Fred Niblo  (1931)
- Piccolo Cesare (Little Caesar), regia di Mervyn LeRoy (1931)
- I pionieri del West (Cimarron), regia di Wesley Ruggles (1931)
- Street Scene (1931)
- Gangsters (The County Fair), regia di Louis King (1932)

## Doppiatori italiani
- Cesare Barbetti in Piccolo Cesare (doppiaggio tardivo)